# Сакс, Дэвид
Дэвид Оливер Сакс (англ. David Oliver Sacks, 25 мая 1972 года, Кейптаун, ЮАР) — американский предприниматель, инвестор в ИТ-компании, подкастер. Специальный представитель президента США («царь») по искусственному интеллекту и криптовалютам.
Соучредитель венчурного фонда Craft Ventures. Один из ведущих подкаста All-In.
В прошлом один из руководителей PayPal, основатель Geni.com и Yammer. В 2016 году на короткий срок стал генеральным директором Zenefits. Был бизнес-ангелом и инвестировал в Facebook, Uber, SpaceX, Palantir Technologies и Airbnb.

## Ранняя жизнь, образование и семья
Сакс родился в еврейской семье 25 мая 1972 года в Кейптауне. В пять лет с семьёй эмигрировал в Теннесси, США. В 1982 году стал гражданином США. Сакс не захотел работать по профессии, как его отец-эндокринолог. По его словам, черпал вдохновение у деда, который в 1920-х годах основал кондитерскую фабрику.
Сакс учился в Мемфисской университетской школе в Мемфисе, штат Теннесси. Он получил степень бакалавра гуманитарных наук по экономике в Стэнфордском университете в 1994 году и степень доктора права в юридической школе Чикагского университета в 1998 году.
7 июля 2007 года Сакс женился на Жаклин Торторис. Жаклин владеет брендом одежды Saint Haven, ведёт подкаст. У пары трое детей: дочери Хлоя и Келли и сын Эндрю. Они живут на Бродвее в Пасифик-Хайтс, Сан-Франциско, в районе, известном как «Улица миллиардеров». У Сакса также есть резиденция в Вашингтоне за $ 10 млн.. По данным 2012 года, также они жили в Лос-Анджелесе.

## Карьера

### PayPal
В 1999 году Сакс ушёл с должности консультанта по управлению в McKinsey & Company и присоединился к стартапу по электронной коммерции Confinity Макса Левчина, Питера Тиля и Люка Носека. Позднее в том же году Сакс стал руководителем по продукту в Confinity (затем — PayPal). После повышения до должности главного операционного директора PayPal сформировал многие ключевые команды компании и отвечал за управление продуктами и дизайн, продажи и маркетинг, развитие бизнеса, международные отношения, обслуживание клиентов, противодействие мошенничеству и кадровые функции. Первичное публичное размещение акций PayPal состоялось в феврале 2002 года. Это было одно из первых IPO после терактов 11 сентября. Акции выросли более чем на 54 % в первый день. В октябре 2002 года eBay купила PayPal за 1,5 миллиарда долларов.
Сакс является членом так называемой «мафии PayPal» — группы основателей и первых сотрудников PayPal, которые впоследствии создали ряд других успешных технологических компаний. Им часто приписывают вдохновение Web 2.0 и возрождение ориентированных на потребителя интернет-компаний после краха пузыря доткомов в 2001 году.

### Geni.com и Yammer
В 2006 году Сакс основал Geni.com, генеалогический сайт. В 2008 году Сакс и соучредитель Адам Пизони выделили из Geni службу внутренней коммуникации, создав отдельную компанию под названием Yammer. Geni была приобретена MyHeritage в 2012 году.

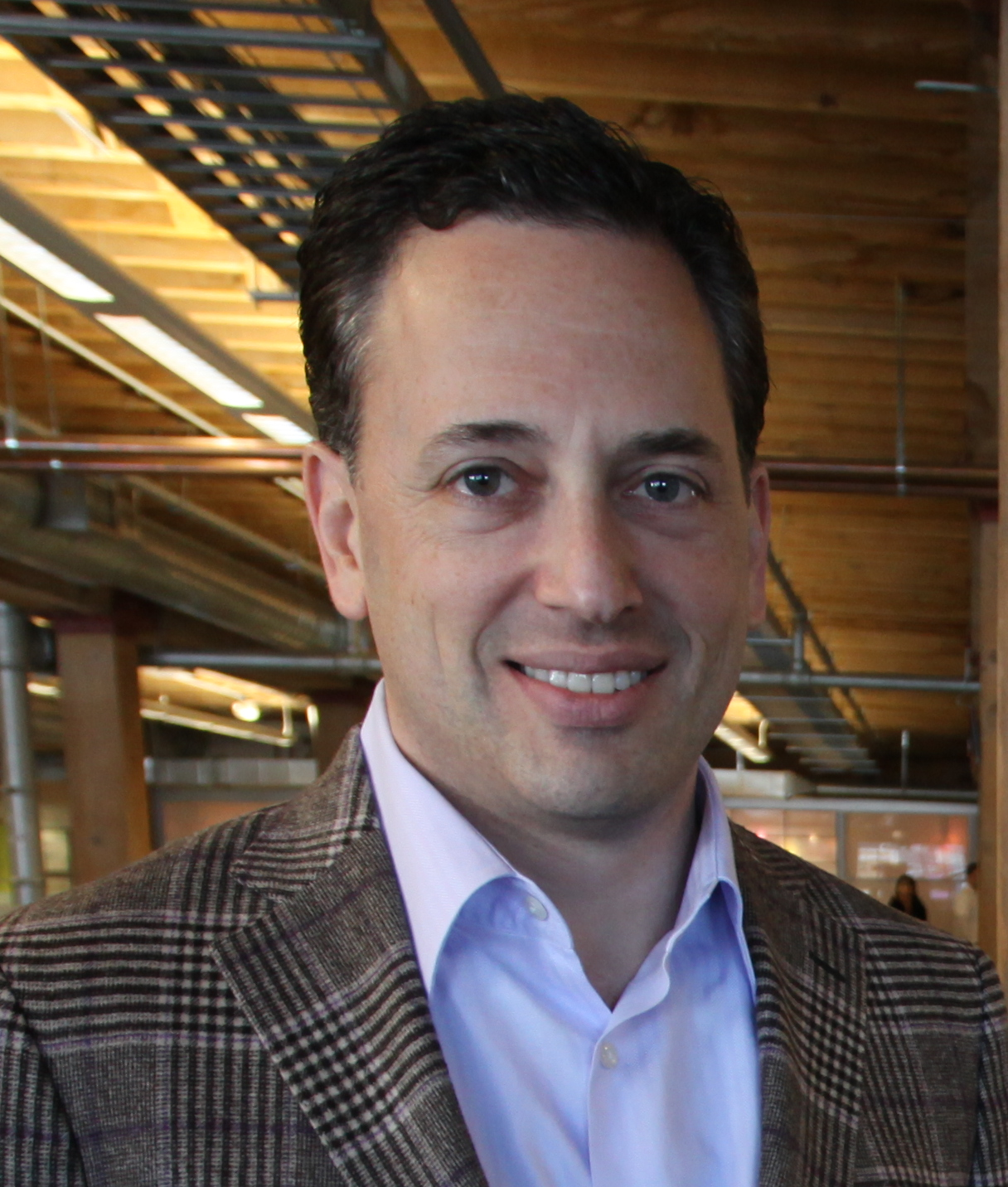
Сакс в 2011 году

В 2008 году Yammer запустила первую корпоративную социальную сеть для внутрикорпоративной коммуникации и совместной работы, завоевав главный приз на конференции TechCrunch 50. По данным Social Capital, вирусный подход Yammer сделал её одной из самых быстрорастущих компаний в области программного обеспечения как услуги (SaaS) в истории, превысив восемь миллионов корпоративных пользователей всего за четыре года. Yammer получила около 142 миллионов долларов США в виде финансирования от таких венчурных компаний, как Charles River Ventures, Founders Fund, Emergence Capital Partners и Goldcrest Investments.
В июле 2012 года Microsoft купила Yammer за 1,2 миллиарда долларов как основную часть своей облачной/социальной стратегии.

### Zenefits
В конце 2014 года Сакс стал главным операционным директором Zenefits — поставщика программ по работе с кадрами для малого бизнеса. Также сделал
в неё крупную инвестицию. В январе 2016 года совет директоров Zenefits попросил его занять должность генерального директора в условиях многочисленных проблем компании, в том числе с соблюдением лицензионных требований. Сакс заменил генерального директора Паркера Конрада.
После назначения генеральным директором Сакс вёл переговоры с регуляторами страхового сектора по всей территории США Сакс также обновил линейку продуктов Zenefits, выдвинув инициативу, которую назвал «Z2», и внедрив бизнес-модель SaaS. Вскоре после этого журнал PC Magazine отметил, что Zenefits стала «лучшим программным обеспечением для управления персоналом на рынке», а Buzzfeed сообщил, что компания потеряла более 200 миллионов долларов за год. The New York Times в 2016 году писала, что Сакс «провёл ряд реформ, которые по сути переделали Zenefits», используя «нетрадиционно агрессивный план по решению проблем», но газета подчеркнула «сложность создания второго шанса в сфере технологий» для терпящей крушение компании.
Всего через 10 месяцев работы на этом посту Сакса сменил бывший генеральный директор Ooyala Джей Фулчер.

### Craft Ventures
В конце 2017 года Сакс стал соучредителем Craft Ventures и привлёк первоначальный капитал в 350 миллионов долларов.
Согласно сообщениям компании на Medium, Craft Ventures привлекла 500 млн долларов в 2019 году, объявила о создании двух новых фондов в 2021 году на общую сумму 1,3 млрд долларов и довела общие активы под управлением до 2 млрд долларов.Также объявила о создании Ventures IV и Growth II в 2023 году на общую сумму 1,3 млрд долларов и довела активы под управлением фирмы до 3,3 млрд долларов США.

### Glue
В 2021 году Сакс и его бывший коллега из Craft Эван Оуэн стали сооснователями компании Glue, занимающейся чатами в рабочих пространствах. Их продукт — это инструмент искусственного интеллекта, который можно вызывать из чатов на таких платформах, как Google Meet и Zoom. Таким образом сотрудники могут получать помощь искусственного интеллекта во время разговоров. Разработка представлена в мае 2024 года.

### Бизнес-ангел
Сакс инвестирует в технологические компании многие годы. Как бизнес-ангел, поддерживал на ранней стадии такие компании, как Addepar, Affirm, Airbnb, Clutter, Eventbrite, Facebook, Gusto, Houzz, Intercom, Mixpanel, Opendoor, Palantir Technologies, PayPal, Postmates, ResearchGate, Rumble, Scribd, Slack, SpaceX, SurveyMonkey, ThirdLove, Wish и Uber.

### Кинопродюсер
После приобретения PayPal Сакс спродюсировал и профинансировал политическую сатиру «Здесь курят». Премьера прошла на Международном кинофестивале в Торонто в 2005 году, затем картину купила Twentieth Century Fox для театрального релиза в 2006 году. Дважды номинирована на «Золотой глобус», включая «Лучший фильм».
Сакс спродюсировал биографический фильм 2023 года «Быть Сальвадором Дали» о художнике Сальвадоре Дали. Премьера фильма состоялась на Международном кинофестивале в Торонто в 2022 году, а права на фильм были приобретены компанией Magnolia Pictures для выхода в прокат в 2023 году.

### Подкаст и блог
С 2020 года вместе с Чаматом Палихапитией, Джейсоном Калаканисом и Дэвидом Фридбергом ведёт популярный подкаст «All-In» о бизнесе и технологиях. Освещаются текущие события, политические вопросы, тенденции рынка и отраслевые идеи. В 2023 году издание Slate называло подкаст «неофициальным PR-подразделением» Илона Маска, а Сакса — давним соратником Маска.
У Сакса также есть деловое интернет-издание «Bottom Up», пишущее о стратегии продаж, лидерстве, показателях, маркетинге как движении и SaaS.

## Политическая карьера
В декабре 2024 года избранный президент Дональд Трамп назначил Сакса «царём» искусственного интеллекта и криптовалют в Белом доме. Эта должность придумана для работы над созданием правовой базы индустрии криптовалют. Трамп также сделал его сопредседателем Совета консультантов президента по науке и технологиям.
Трамп сказал, что Сакс «защитит свободу слова в Интернете и отведёт нас от предвзятости и цензуры в области технологий». Трамп также заявил, что Сакс «работает над правовой базой, чтобы криптоиндустрия имела ту ясность, которая нужна, и могла процветать в США»
По данным Bloomberg, Сакс будет выполнять функции «специального государственного служащего», что позволит ему работать на правительство не более 130 дней в году, с компенсацией или без неё. Этот статус освобождает его от прохождения слушаний по утверждению кандидатуры и от определенных требований по раскрытию финансовой информации.

### Реакция
Назначение Сакса вызвало неоднозначную реакцию. Технологическое сообщество, особенно придерживающееся консервативных или либертарианских взглядов, рассматривает как возможность для меньшего регулирования и большего количества инноваций. Так как соответствует обещаниям Трампа продвигать криптовалюту и бросить вызов предыдущей политике в области ИИ, чтобы конкурировать с Китаем. Сакс, известный своим участием в кампании Трампа, включая организацию сбора средств и выступление на Национальном съезде Республиканской партии, подчёркивает свою политические взгляды.
При этом высказаны опасения относительно потенциальных конфликтов интересов из-за продолжающейся деятельности Сакса в частном секторе. Критики подчёркивают отсутствие традиционного государственного надзора, поскольку он будет выполнять функции «специального государственного служащего», что не требует утверждения Сенатом или полного раскрытия финансовой информации. Вопросы вызывает прозрачность и подотчётность, особенно с учётом того, что Сакс сохраняет свои деловые интересы, одновременно потенциально влияя на политику. Такие общественные деятели, как Сэм Альтман из OpenAI, выразили уверенность в честности таких назначенцев. Однако более широкие последствия для разработки политики в секторах ИИ и криптовалюты остаются в центре внимания как наблюдателей отрасли, так и политиков.

## Политические взгляды
Журнал Time в 2024 году назвал Сакса «одним из самых верных союзников» Дональда Трампа в Кремниевой долине.
После беспорядков 6 января Сакс говорил, что Трамп «лишил себя возможности снова стать кандидатом на национальном уровне». Но в 2024 году поддержал Трампа, в том числе во время речи на Республиканском национальном съезде (RNC) в июле, рассуждая о «мире в огне». В социальных сетях и на своём подкасте Сакс утверждал, что Трамп поддержит инновации и подстегнёт рост в технологической отрасли. Сакс даже принимал Трампа на подкасте All-In и рассказывал, что «так трудно вести бизнес» при Байден. Также Сакс убеждал Трампа, чтобы тот выбрал Вэнса своим напарником. В июне 2024 года Сакс устроил сбор денег для Трампа в своём доме в Сан-Франциско с билетами от 50 тысяч до 300 тысяч долларов с человека.
Согласно статье в New York Times 2024 года, «за последние несколько лет Сакс, давний соратник Илона Маска и Питера Тиля, неожиданно превратился из видного руководителя Кремниевой долины в медийную знаменитость для потенциальных предпринимателей, особенно тех, кто придерживается правых взглядов и слушает его популярный подкаст „All-In“».
The New Republic считает, что Сакс использует своё богатство и влияние в Интернете, чтобы объединить консерваторов и бывших левых в движение против либерализма.

### The Diversity Myth
В 1995 году после окончания Стэнфордского университета в соавторстве с Питером Тилем написал книгу «Миф о разнообразии: мультикультурализм и политика нетерпимости в Стэнфорде», опубликованную либертарианским аналитическим центром Independent Institute. В книге критикуется политическая корректность в высшем образовании и обсуждается, нужно ли в университетских городках больше интеллектуального разнообразия. В следующем году в своей статье для журнала Stanford Magazine выступил против позитивной дискриминации в США. Полагает, что она нанесла вред «неблагополучным», а не помогла им, и привела к усилению сегрегации в Стэнфордском университете во имя «разнообразия». Бывшие руководители Стэнфорда Кондолиза Райс и Герхард Каспер отвергли обвинения, назвав описание университета «карикатурой», а комментарии Сакса и Тиля — «демагогией».